# Eutelsat 5 West B
Eutelsat 5 West B è un satellite geostazionario. È posseduto dalla azienda francese Eutelsat Communications. È stato lanciato il 9 ottobre 2019 alle 10:17 UTC in un razzo Proton-M al Cosmodromo di Bajkonur in Kazakistan. Il satellite è stato costruito dalla Northrop Grumman Corporation e dalla Airbus Defence and Space e sarà in funzione per 15 anni circa. Situato a 5 gradi a Ovest, trasmette televisione satellitare, programmi radiofonici e altri dati.

## Problemi
Il 24 ottobre 2019, Eutelsat S.A. annunciò in una conferenza stampa che l'azienda stava indagando su un problema ai pannelli solari del satellite.
Il 17 gennaio 2020, Eutelsat S.A. annunciò un problema al satellite e le conseguenze al disagio: il satellite che avrebbe dovuto sostituire Eutelsat 5 West A sarà usabile solo al 45%.
Solo il 14 gennaio 2021 il satellite iniziò a lavorare a pieno regime.